# Paul Overstreet
Paul Lester Overstreet (* 17. März 1955 in Newton, Mississippi) gilt als einer der erfolgreichsten Songwriter der Country-Musik.
Er schrieb insgesamt 27 Top-Ten-Hits und wurde in fünf aufeinanderfolgenden Jahren, von 1987 bis 1992, als BMI Songwriter of the Year ausgezeichnet.

## Karriere
Nach Schulabschluss zog Overstreet nach Nashville, wo er sich mit Gelegenheitsjobs durchschlug und abends in kleinen Clubs auftrat. 1982 nahm er für RCA eine erste, nicht allzu erfolgreiche Single auf. Im gleichen Jahr wurde sein Song Same on Me von George Jones eingespielt und zu einem Top-Ten-Hit gemacht. Es folgte eine turbulente Phase mit reichlich Alkohol und Drogenkonsum. Kurzzeitig war er mit einer Schwester von Dolly Parton verheiratet. 1985 heiratete er erneut und schaffte es endlich, von den Drogen wegzukommen. Die Forester Sisters erzielten mit einem seiner Songs einen Nummer-eins-Hit. Randy Travis, Tanya Tucker und Marie Osmond erreichten ebenfalls Spitzenpositionen in den Country-Charts.
1986 gründete er zusammen mit Thom Schuyler und Fred Knobloch das Trio SKO, das einige Hits hervorbrachte und sich nach dem Ausscheiden Overstreets 1987 in SKB (Schuyler, Knobloch, Bickhardt) umbenannte. 1988 hatte er seinen ersten Solo-Erfolg mit Sowin’ Love. Es folgte ein Album gleichen Namens, aus dem noch mehrere Singles ausgekoppelt wurden. Den ersten Nummer-eins-Hit als Interpret hatte er 1990 mit Daddy’s Come Around. 1992 erschien sein zweites Album Heroes, das fast ein Jahr lang in den Charts notierte.
Die Texte seiner Songs wurden zunehmend religiöser. Kritiker sprachen auch von „gefühlsduseligen“ oder gar „weinerlichen“ Inhalten. 1999 veröffentlichte Overstreet mit A Songwriter’s Project – Volume I ein Album, in der er eigene Songs, die zuvor von Anderen erfolgreich interpretiert worden waren, selbst präsentierte.

## Privates
Paul hat sechs Kinder, unter ihnen der Schauspieler Chord Overstreet sowie Nash Overstreet, der Gitarrist der Band Hot Chelle Rae.

## Diskografie

### Alben
| Jahr | Titel          | Höchstplatzierung, Gesamtwochen, AuszeichnungChartplatzierungen (Jahr, Titel, Platzierungen, Wochen, Auszeichnungen, Anmerkungen) | Höchstplatzierung, Gesamtwochen, AuszeichnungChartplatzierungen (Jahr, Titel, Platzierungen, Wochen, Auszeichnungen, Anmerkungen) | Anmerkungen |
| Jahr | Titel          | US | Country | Anmerkungen |
| ---- | -------------- | --- | --- | ----------- |
| 1989 | Sowin’ Love    | — | Country13 (62 Wo.)Country | RCA         |
| 1991 | Heroes         | US163 (6 Wo.)US | Country17 (59 Wo.)Country | RCA         |
| 1992 | Love Is Strong | — | Country60 (6 Wo.)Country | RCA         |

Weitere Alben
- 1982: Paul Overstreet
- 1994: The Best of Paul Overstreet
- 1996: Time
- 1999: A Songwriter’s Project Vol. 1
- 2001: Living by the Book
- 2001: Christmas: My Favorite Time of the Year
- 2005: Forever and Ever Amen
- 2008: Something For the Road
- 2010: My Favorite Demos I
- 2010: My Favorite Demos II

### Singles
| Jahr | Titel Album                                 | Höchstplatzierung, Gesamtwochen, AuszeichnungChartsChartplatzierungen (Jahr, Titel, Album, Platzierungen, Wochen, Auszeichnungen, Anmerkungen) | Anmerkungen |
| Jahr | Titel Album                                 | Country | Anmerkungen |
| ---- | ------------------------------------------- | --- | ----------- |
| 1982 | Beautiful Baby Paul Overstreet              | Country76 (5 Wo.)Country |             |
| 1988 | Love Helps Those Sowin’ Love                | Country3 (21 Wo.)Country |             |
| 1989 | Sowin’ Love                                 | Country9 (21 Wo.)Country |             |
| 1989 | All the Fun Sowin’ Love                     | Country5 (26 Wo.)Country |             |
| 1990 | Seein’ My Father in Me Sowin’ Love          | Country2 (27 Wo.)Country |             |
| 1990 | Richest Man on Earth Sowin’ Love            | Country3 (21 Wo.)Country |             |
| 1990 | Daddy’s Come Around Heroes                  | Country1 (20 Wo.)Country |             |
| 1991 | Heroes                                      | Country4 (20 Wo.)Country |             |
| 1991 | Ball and Chain Heroes                       | Country5 (20 Wo.)Country |             |
| 1991 | If I Could Bottle This Up Heroes            | Country30 (18 Wo.)Country |             |
| 1992 | Billy Can’t Read Heroes                     | Country57 (9 Wo.)Country |             |
| 1992 | Me and My Baby Love Is Strong               | Country22 (19 Wo.)Country |             |
| 1992 | Still Out There Swinging Love Is Strong     | Country57 (11 Wo.)Country |             |
| 1993 | Take Another Run Love Is Strong             | Country60 (7 Wo.)Country |             |
| 1996 | We’ve Got to Keep On Meeting Like This Time | Country73 (2 Wo.)Country |             |

Weitere Singles
- 1996: Even When It Don’t Feel Like It
- 2000: When Mamma Ain’t Happy
- 2008: I Think She Only Loves Me for My Willie

### Gastbeiträge
| Jahr | Titel Album                                               | Höchstplatzierung, Gesamtwochen, AuszeichnungChartsChartplatzierungen (Jahr, Titel, Album, Platzierungen, Wochen, Auszeichnungen, Anmerkungen) | Anmerkungen                   |
| Jahr | Titel Album                                               | Country | Anmerkungen                   |
| ---- | --------------------------------------------------------- | --- | ----------------------------- |
| 1987 | I Won’t Take Less Than Your Love Love Me Like You Used To | Country1 (24 Wo.)Country | mit Tanya Tucker & Paul Davis |

## Auszeichnungen (Auswahl)
- 1986 ACM Song of the Year (On The Other Hand)
- 1987 bis 1982 jeweils BMI Songwriter of the Year
- 1988 Grammy für Forever And Ever, Amen
- 1992 Grammy für Love Can Build A Bridge
- 1993 CMA Country Songwriter of the Year